# 2
Het jaar 2 is het tweede jaar in de 1e eeuw volgens de christelijke jaartelling.

## Gebeurtenissen

### Italië
- Publius Alfenus Varus en Publius Vinicius worden consul in het Imperium Romanum.
- Tiberius Claudius Nero keert op verzoek van keizer Augustus terug naar Rome.
- Rome telt ca. 1.000.000 inwoners, op de Palatijn worden schitterende tuinen en parken met vijvers aangelegd.
- De Romeinen vereren Mithras als officiële godsdienst, het mithraïsme wordt een rivaal voor het christendom.
- Publius Ovidius Naso schrijft zijn leerdicht Remedia Amoris ("Remedies tegen de liefde").

### Parthië
- De 22-jarige Phraates V huwt zijn moeder Musa, dit leidt tot politieke onrust in het Parthische Rijk.

### Klein-Azië
- Armenië wordt tot 54 geregeerd door vazalkoningen met steun van het Romeinse Keizerrijk.

### China
- In het Chinees Keizerrijk met de hoofdstad Chang'an, wonen volgens de eerste volkstelling ongeveer 57 miljoen Chinezen.

## Geboren
- Apollonius van Tyana, Grieks neopythagoreïsch filosoof (overleden 98)

## Overleden
- Lucius Julius Caesar Vipsanianus (19), zoon van Marcus Vipsanius Agrippa